# تسوباسا أويا
تسوباسا أويا (باليابانية: 大屋 翼) (13 أغسطس 1986 في غوتسو في اليابان – )؛ هو لاعب كرة قدم ياباني سابق كان يلعب كمدافع.

## وصلات خارجية
- تسوباسا أويا على موقع رابطة كرة القدم اليابانية للمحترفين (اليابانية)
- تسوباسا أويا على موقع قاعدة بيانات كرة القدم.إي يو (الإنجليزية)
- تسوباسا أويا على موقع Soccerway.com (الإنجليزية)
- تسوباسا أويا على موقع عالم كرة القدم.نت (الإنجليزية)
- تسوباسا أويا على موقع كووورة